# 후지에 레이나
후지에 레이나(일본어: 藤江 れいな, 1994년 2월 1일 ~ )는 일본의 아이돌이며, 여성 아이돌 그룹 전 NMB48 팀BII의 멤버이다.
치바 현 출신. 이토 컴퍼니 소속. 타이야키 타베타노 난데?의 나츠야키 미야비의 친척동생이다.

## 내력
2007년
- 5월 27일, 《AKB48 제1회 연구생 (4기생) 오디션》에 합격.

2008년
- 3월 26일 자로, 연구생에서 팀A 멤버로 승격.

2009년
- 4월부터, 치카노 리나와 함께 마더 목장의 이미지 걸을 맡는다.
- 8월 23일에 개최된 《요미우리 신문 창간 135주년 기념 콘서트 AKB104 선발 멤버 조각 축제》의 밤 공연에서, 10월부터 팀K로 이동하는 것이 발표되었다.

2010년
- 3월 12일, 팀K로 이동.
- 5월부터 6월에 걸쳐 실시된 《AKB48 17th 싱글 선발 총선거》에서는 33위로, 언더 걸즈에 선출되었다.

2011년
- 4월 1일 자로, 이토 컴퍼니 리세에서 이토 컴퍼니로 사무소를 이적[1].
- 5월부터 6월에 걸쳐 실시된 《AKB48 22nd 싱글 선발 총선거》에서는 40위로, 언더 걸즈에 선출되었다[2].
- 9월 20일에 개최된 《AKB48 24th 싱글 선발 가위바위보 대회》에서는 2위로, 선발 멤버가 되었다[3].

2012년
- 3월 4일, Google+의 아키모토 야스시의 투고에서 구플 선발이 발표되어, 구플 선발 멤버가 되었다.
- 4월 3일, 3년간 맡았던 마더 목장의 이미지 걸을 종료. 계속해서, 치카노와 함께 〈마더 목장 응원대〉에 임명되었다[4].
- 5월부터 6월에 걸쳐 실시된 《AKB48 27th 싱글 선발 총선거》에서는 40위로, 넥스트 걸즈에 선출되었다[5].
- 8월 24일에 개최된 《AKB48 in TOKYO DOME ~1830m의 꿈~》 첫날 공연에서, 팀B로 이동하는 것이 발표되었다[6].
- 11월 1일, 팀B로 이동.
- 11월 3일, 팀B 웨이팅 공연의 스타팅 멤버로서 신 팀에서의 활동을 개시한다[7].

2013년
- 4월 28일, 《AKB48 그룹 임시 총회~흑백 가려야 하지 않겠는가!~》에서 피로된 〈안녕 크롤〉의 선발 멤버로 선출되어, 가위바위보 선발을 제외한 싱글 중에서 2009년 6월에 발매된 〈눈물 서프라이즈!〉 이래가 되는 약 4년 만의 싱글 표제곡 선발 복귀가 되었다.
- 5월부터 6월에 걸쳐 실시된 《AKB48 32nd 싱글 선발 총선거》에서는 32위로, 언더 걸즈에 선출되었다[8].

2014년
- 2월 24일, Zepp DiverCity에서 개최된 《AKB48 그룹 대조각 축제》에서, NMB48 팀M으로의 이적이 발표되었다[9].
- 3월 15일, 《치바 아쿠아라인 마라톤 2014》의 PR 대사에 취임하는 것이 발표되어[10], 4월 9일, 치바 현청에서 취임식이 열렸다[11].
- 4월 5일, 사이타마 수퍼 아레나에서 개최된 《AKB48 그룹 봄 콘서트 in 사이타마 아레나~추억은 전부 여기에 버리고 가!~》 NMB48 단독 콘서트에서, NMB48 멤버로서 첫 출연[12].
- 4월 23일, AKB48 팀B 웨이팅 공연 최종일에 후지에를 포함한 이적 멤버의 장행회가 열렸다[13].
- 5월 2일, 이 날 첫날을 맞은 NMB48 팀M 2nd Stage 〈RESET〉 공연에서 NMB48 극장 첫 출연[14].
- 5월부터 6월에 걸쳐 실시된 《AKB48 37th 싱글 선발 총선거》에서는 33위로, 넥스트 걸즈에 선출되었다.

2015년
- 4월 3일, NMB48 극장에서 열린 야마다 나나의 졸업 공연에서, 야마다의 후임으로서 팀M의 캡틴에 임명되었다[15].
- 5월부터 6월에 걸쳐 실시된 《AKB48 41st 싱글 선발 총선거》에서는 35위로, 넥스트 걸즈에 선출되었다[16].

2017년
- 5월 27일, NMB48 극장에서 열린 졸업 공연으로 인해 NMB48 졸업.

## NMB48·AKB48에서의 참가 악곡

### 싱글 CD 선발 악곡
NMB48 명의
- らしくない / 답지 않아
  - 右にしてるリング / 오른쪽에 끼고 있는 링 - 팀M 명의
- Don't look back!
  - ハート、叫ぶ。 / 하트, 외치다. - 팀M 명의
- ドリアン少年 / 두리안 소년
  - 僕だけのSecret time / 나만의 Secret time - 팀M 명의
- 〈Must be now〉에 수록
  - 片想いよりも思い出を… / 짝사랑보다도 추억을…
  - Good-bye, Guitar - 팀M 명의
- 甘噛み姫 / 달콤하게 씹는 공주
  - 恋を急げ / 사랑을 서둘러 - 팀M 명의
- 僕はいない / 나는 없어
  - 最後の五尺玉 / 최후의 오척옥 - 팀M 명의

AKB48 명의
- 10年桜 / 10년 벚꽃
- 涙サプライズ! / 눈물 서프라이즈!
- 〈RIVER〉에 수록
  - 君のことが好きだから / 네가 좋으니까 - 언더 걸즈 명의
- 〈ポニーテールとシュシュ 포니테일과 슈슈〉에 수록
  - 盗まれた唇 / 도둑맞은 입술 - 언더 걸즈 명의
- 〈ヘビーローテーション 헤비 로테이션〉에 수록
  - 涙のシーソーゲーム / 눈물의 시소 게임 - 언더 걸즈 명의
- 〈Beginner〉에 수록
  - 僕だけのvalue / 나만의 value - 언더 걸즈 명의
- チャンスの順番 / 찬스의 순번
  - ALIVE - 팀K 명의
- 〈桜の木になろう 벚나무가 되자〉에 수록
  - 偶然の十字路 / 우연의 십자로 - 언더 걸즈 명의
- 〈Everyday、カチューシャ Everyday, 카츄샤〉에 수록
  - 人の力 / 사람의 힘 - 언더 걸즈 명의
- 〈フライングゲット 플라잉 겟〉에 수록
  - 抱きしめちゃいけない / 껴안아서는 안 돼 - 언더 걸즈 명의
- 〈風は吹いている 바람은 불고 있어〉에 수록
  - 君の背中 / 너의 등 - 언더 걸즈 명의
- 上からマリコ / 위에서부터 마리코
  - ゼロサム太陽 / 제로섬 태양 - 팀K 명의
- 〈GIVE ME FIVE!〉에 수록
  - 羊飼いの旅 / 목동의 여행 - 스페셜 걸즈B 명의
- 〈真夏のSounds good ! 한여름의 Sounds good !〉에 수록
  - ぐぐたすの空 / 구플의 하늘
- 〈ギンガムチェック 깅엄 체크〉에 수록
  - ドレミファ音痴 / 도레미파 음치 - 넥스트 걸즈 명의
- 〈UZA〉에 수록
  - 正義の味方じゃないヒーロー / 정의의 편이 아닌 히어로 - 팀B 명의
- 〈永遠プレッシャー 영원 프레셔〉에 수록
  - 永遠より続くように / 영원보다 계속되도록 - OKL48 명의
- 〈So long !〉에 수록
  - Waiting room - 언더 걸즈 명의
  - そこで犬のうんち踏んじゃうかね? / 거기서 개의 똥 밟아버릴까? - 우메다 팀B 명의
- さよならクロール / 안녕 크롤
  - ロマンス拳銃 / 로맨스 권총 - 팀B 명의
- 〈恋するフォーチュンクッキー / 사랑하는 포춘 쿠키〉에 수록
  - 愛の意味を考えてみた / 사랑의 의미를 생각해 보았다 - 언더 걸즈 명의
- 〈ハート・エレキ 하트 일렉트릭 기타〉에 수록
  - Tiny T-shirt - 팀B 명의
- 鈴懸の木の道で「君の微笑みを夢に見る」と言ってしまったら僕たちの関係はどう変わってしまうのか、僕なりに何日か考えた上でのやや気恥ずかしい結論のようなもの / 플라타너스 나무가 서 있는 길에서 「네 미소가 꿈에 나왔어」라고 말해버린다면 우리들의 관계는 어떻게 변하는 걸까, 나 나름대로 며칠이고 생각해본 후의 조금 부끄러운 결론처럼
- 〈前しか向かねえ 앞 밖에 보지 않아〉에 수록
  - 君の嘘を知っていた / 네 거짓말을 알고 있었어 - Beauty Giraffes 명의
- 〈心のプラカード 마음의 플래카드〉에 수록
  - ひと夏の反抗期 / 어느 여름날의 반항기 - 넥스트 걸즈 명의
- 〈希望的リフレイン 희망적 리프레인〉에 수록
  - Ambulance - 백합조 명의
- 〈Green Flash〉에 수록
  - パンキッシュ / 펑키시 - NMB48 명의
- 〈ハロウィン・ナイト 할로윈 나이트〉에 수록
  - 水の中の伝導率 / 물 속의 전도율 - 넥스트 걸즈 명의
- 〈君はメロディー 너는 멜로디〉에 수록
  - しがみついた青春 / 매달린 청춘 - NMB48 명의
- 〈LOVE TRIP/しあわせを分けなさい LOVE TRIP/행복을 나눠라〉에 수록
  - 進化してねえじゃん / 진화하지 않았잖아 - 넥스트 걸즈 명의

### 앨범 CD 선발 악곡
NMB48 명의
- 《世界の中心は大阪や ～なんば自治区～ 세계의 중심은 오사카야 ~남바 자치구~》에 수록
  - イビサガール / 이비사걸
  - 夏の催眠術 / 여름의 최면술 - 팀M 명의
  - ピーク / 피크

AKB48 명의
- 《神曲たち 최고의 곡들》에 수록
  - 君と虹と太陽と / 너와 무지개와 태양과
- 《ここにいたこと 여기에 있던 것》에 수록
  - 僕にできること / 내가 할 수 있는 것 - 팀K 명의
  - ここにいたこと / 여기에 있던 것 - AKB48+SKE48+SDN48+NMB48 명의
- 《1830m》에 수록
  - 家出の夜 / 가출의 밤 - 팀K 명의
  - ぐ〜ぐ〜おなか / 꼬~르륵~ 배
  - 青空よ 寂しくないか? / 푸른 하늘이여 외롭지 않은가? - AKB48+SKE48+NMB48+HKT48 명의
- 《次の足跡 다음 발자국》에 수록
  - 10クローネとパン / 10크로네와 빵
  - 悲しき近距離恋愛 / 슬픈 근거리 연애 - 팀B 명의
- 《ここがロドスだ、ここで跳べ! 여기가 로도스다, 여기서 뛰어라!》에 수록
  - 生き続ける / 계속 살아간다

## 출연

### 드라마
- 마지스카 학원 최종화 (2010년 3월 26일, TV 도쿄) - 마지스카 여학원 학생 역
- 게게게의 여보 제93회 (2010년 7월 14일, NHK) - TV CM 여성 탤런트 역
- 반장~진난서 아즈미 반장~ 시리즈4 ~정의의 대상~ 제4화 (2011년 5월 2일, TBS) - 하토리 칸나 역
- 카라쿠리 사무라이 세셔 1 제4화 (2011년 7월 24일, TV 시즈오카) - 츠와노 레이나 역
- 마지스카 학원 2 최종화 (2011년 7월 1일, TV 도쿄) - 레이나 역
- 아마짱 제6회 (2013년 4월 6일, NHK) - 아마노 아키의 클래스메이트 역
- 텐마 씨가 간다 제2 ~ 3화 (2013년 7월 22일 ~ 29일, TBS) - 본인 역

### 영화
- NAKED BOYZ 쇼트 무비 Vol. 1 〈자신 생중계〉 (2011년 7월, 아르고 픽처즈) - 나나코 역
- 엔키리무라~데드 엔드 서바이벌~ (2011년 10월, 스카이 앤드 로드) - 주연·엔키리사마 역
- 이토 튜브 Short Movie Collection 〈마네킹 소녀〉 (2011년 11월, 아르고 픽처즈) - 마네킹 역
- 죽음이 두사람을 헤어지게 할 때까지…제2장 〈호박꽃-nananka-〉 (2012년 9월 1일, 닛카츠) - 레이라 역
- 방과후들 《o you think about me?》 (2013년 10월, 오피스 인베이더) - 코미나토 아야 역
- 후지에 레이나 MOVIE☆FESTIVAL (2014년 2월 1일)
- 잠자는 공주 Dream On Dreamer (2014년 5월 31일, 선 브릴리언트) - 주연·진구지 아야메 역
- 언젠가의, 현관들과, (2014년 10월 18일, 아르고 픽처즈) - 주연·오오츠카 아야메 역
- 베트남의 바람에 실려 (2015년 10월 17일, 아르고 픽처즈) - 사카구치 마키 역
- 공포적진상 (2017년, 타이완 영화) - 주연

### 무대
- HYPER CRAZY FASHION MUSICAL (2010년 3월 20일)
- 제5회 도쿄 퍼포머즈 구락부 공연 〈아사쿠사 익살 연극〉 (2010년 9월 16일 ~ 20일) - 후쿠토미 역
- projectDREAMER2014 Vol.1 〈알고리즘, 호랑이여!〉 (2014년 2월 4일 ~ 8일)
- 단간론파 THE STAGE ~희망의 학교와 절망의 고교생~ (2014년 10월 29일 ~ 11월 3일) - 아사히나 아오이 역 (오오시마 나기사와의 더블 캐스트)

### 뮤직 비디오
- 토쿠나가 유키 〈사랑은 난독 역명〉 (2016년 8월 19일)